# Pixie Lott
Pixie Lott, pseudonimo di Victoria Louise Lott (Londra, 12 gennaio 1991), è una cantautrice, attrice e ballerina britannica, nota per aver raggiunto la fama mondiale col singolo Mama Do (Uh Oh, Uh Oh) (2009), tratto da Turn It Up. Ha conseguito anche tre numero uno nella Official Singles Chart.

## Biografia

### Gli esordi
Nata a Londra nel 1991, suo padre è un intermediario finanziario mentre sua madre è una casalinga, ed ha un fratello ed una sorella più grandi. Sua madre l'ha soprannominata "pixie" (in lingua inglese "folletto" o, per estensione, "pazzerello, un po' burlone") perché da piccola era una "bambina minuscola e graziosa" che assomigliava tanto ad una fata.
Pixie, dopo aver imparato a cantare presso il coro della sua parrocchia, a cinque anni è entrata nell'Italia Conti Associates Saturday School di Chislehurst, sobborgo meridionale londinese, da cui è passata alla sede principale dell'Italia Conti Academy of Theatre Arts a Londra. Quando era ancora studente ha debuttato al teatro del West End, il teatro professionistico londinese, con una parte nel musical “Chitty Chitty Bang Bang” di scena al London Palladium, ispirato all'omonimo film del 1968. Nello stesso periodo, ha esordito anche in televisione sulla BBC One, il primo canale pubblico britannico, con la parte di Luisa von Trapp in una versione televisiva del musical "The Sound of Music". A quattordici anni, nel 2005, ha fatto parte del coro scelto per la registrazione dell'opera lirica di Roger Waters "Ça ira".
Il cantautore L. A. Reid, tre volte vincitore del Grammy Award e cofondatore della casa di registrazione LaFace Records, notò Pixie dopo aver ascoltato una sua demo ed a quindici anni, nel 2006, la presentò alla casa di registrazione Island Def Jam Music Group che le assegnò un contratto discografico.

### Il debutto, l'album Turn It Up e il successo planetario
Pixie, nel 2009 ottenne un nuovo contratto dalla Mercury Records nel Regno Unito ed un altro dalla Interscope Records negli Stati Uniti d'America.
L'8 giugno 2009 ha pubblicato il suo singolo di debutto, Mama Do (Uh Oh, Uh Oh), che è entrato nella lista dei più venduti su iTunes Store e si è collocato al primo posto tra i singoli più venduti nel Regno Unito con oltre 50.000 copie scalando anche le classifiche di tutto il mondo.
Il quotidiano britannico Daily Mail l'ha definita "la principessa del pop" e "la risposta britannica a Lady Gaga". In un'intervista ad occasione di un'esibizione tenutasi presso lo "showroom" Fendi di Milano al sito web italiano Elle.it ha dichiarato di essere appassionata della musica di Stevie Wonder e di Mariah Carey, e ha dichiarato di scrivere autonomamente i testi delle sue canzoni.
Il 15 agosto è stata selezionata per cantare davanti a 15.000 persone all'MTV World Stage svoltosi in Malaysia, mentre il 5 settembre 2009 è stato pubblicato anche il secondo singolo Boys and Girls che ha raggiunto immediatamente la prima posizione in Regno Unito e notevoli risultati nelle classifiche mondiali. A questo seguì l'album di debutto Turn It Up, pubblicato in tutto il mondo tra il 2009 e il 2010. L'album è certificato Oro nel Regno Unito con oltre 170,000 copie vendute.
Pixie Lott ha scritto anche il brano You Broke My Heart per Alexandra Burke, il pezzo Alone per le Girls Can't Catch, i due brani No Good for Me e Promises, Promises per l'olandese Lisa Hordijk e anche l'inedito Lonely per Anna Altieri, una delle concorrenti di Amici Di Maria De Filippi 2009. Ad ottobre ha cantato anche nel brano I Got Soul per War Child.
Il 23 novembre 2009 è uscito anche il terzo estratto Cry Me Out, accompagnato da un video girato a Cuba dal regista Jake Nava, mentre il singolo ha raggiunto la dodicesima posizione nella classifica britannica. Nello stesso mese Pixie vinse agli MTV Europe Music Awards 2009 per la categoria Best UK & Ireland Act e venne nominata anche in Best Push Artist.
Pixie ha dichiarato di avere grandi progetti per il 2010 tra cui un tour e la pubblicazione di nuovi singoli dall'album. A marzo 2010 venne pubblicato il quarto singolo, Gravity, che riscosse un buon successo raggiungendo la #20 in U.K e la #42 in Irlanda. A maggio incide il pezzo Live for the Moment per la colonna sonora del film StreetDance 3D e nell'estate estrae un quinto singolo: Turn It Up, con una single version leggermente differente da quella inclusa nell'album. Il pezzo ha ottenuto un notevole successo, raggiungendo la #11 in Regno Unito e la #20 in Irlanda. Pixie ha lanciato anche un marchio d'abbigliamento chiamato "Lipsy" e ha inoltre interpretato il ruolo di "Judy" nel film commedia Fred: The Movie, uscito nelle sale americane il 18 settembre 2010.
A ottobre pubblica il singolo Broken Arrow, che anticipa la riedizione dell'album Turn It Up Louder. La riedizione contiene ben dieci brani inediti, tra cui un duetto con Jason Derulo intitolato Coming Home. Nel mese di novembre parte anche il suo primo tour per il Regno Unito: il The Crazy Cats Tour. Successivamente viene registrato anche un videoclip per il brano Can't Make This Over, che non ha visto però nessuna pubblicazione come singolo.

### Il secondo albumYoung Foolish Happy
Durante l'estate 2011 Pixie Lott annuncia ufficialmente di stare per tornare. Il 2 settembre 2011 viene pubblicato ufficialmente il primo singolo estratto dal secondo album della cantante: All About Tonight. Nonostante le sonorità molto differenti da quelle proposte precedentemente, il singolo si è rivelato un grande successo ed è arrivato alla #1 in Regno Unito e alla #9 in Irlanda. Per anticipare l'album, il 4 novembre 2011 viene pubblicato un secondo singolo: What Do You Take Me For?, duetto con il rapper Pusha T. Il pezzo ottiene un buon successo entrando in top 10 nel Regno Unito.
Il secondo album di Pixie, Young Foolish Happy, viene pubblicato sotto etichetta Mercury Records l'11 novembre 2011 in Irlanda e il 14 novembre nel Regno Unito. In Italia la pubblicazione è stata rimandata al 24 gennaio 2012

### Il terzo discoPixie Lott
Anticipato dai singoli Nasty e Lay Me Down, il 1º agosto 2014 viene pubblicato il terzo album in studio dell'artista, l'eponimo Pixie Lott. Il disco non ottiene il successo dei precedenti, ma riesce a raggiungere la posizione numero 15 nel Regno Unito.

### Il greatest hitsPlatinum Pixie: Hits
Il 24 Novembre 2014 la cantante rilascia il suo primo greatest hits, chiamato Platinum Pixie: Hits. Il disco è preceduto dal singolo "Caravan of love", cover della hit del 1985 del gruppo Isley-Jasper-Isley.
L'album include anche tutti i suoi singoli, eccetto What Do You Take Me For? e Lay Me Down.

### TV e nuovi progetti
Nel novembre 2016, Pixie Lott viene annunciata come giudice a The Voice Kids UK, che va in onda a partire dal 2017. Sempre nel 2016, Pixie collabora con Shaggy nel brano A Real Good Thing, il cui video ufficiale viene mantenuto online soltanto per un periodo limitato. Il 31 marzo 2017 viene pubblicata la collaborazione con il DJ Anton Powers nel brano Baby, mentre il 29 settembre dello stesso anno pubblica un nuovo singolo da lead artist, Won't Forget You.

## Discografia

### Album in studio
- 2009 – Turn It Up
- 2011 – Young Foolish Happy
- 2014 – Pixie Lott

### Raccolte
- 2014 – Platinum Pixie: Hits

## Filmografia
- Un genio sul divano (Genie in the House), serie TV, episodi 2x15-2x19 (2007)
- Fred: The Movie, regia di Clay Weiner - film TV (2010)
- The Itch of the Golden Nit (2011)
- Fred 2: Night of the Living Fred, regia di John Fortenberry - film TV (2011)
- Sadie J, serie TV (2012)
- Celebrity Juice, episodio 11x02 (2014)
- L'ispettore Gently (Inspector George Gently) - serie TV, episodio 6x02 (2014)
- Strictly Come Dancing (2014)

## Riconoscimenti
| Anno | Premio                           | Categoria                          | Risultato       |
| ---- | -------------------------------- | ---------------------------------- | --------------- |
| 2009 | MTV Europe Music Awards          | Best UK & Ireland Act              | Vincitore/trice |
| 2009 | MTV Europe Music Awards          | Best New Act                       | Candidato/a     |
| 2009 | MTV Europe Music Awards          | Best Push Artist                   | Vincitore/trice |
| 2009 | The Variety Club Awards          | Breakthrough Talent Award          | Vincitore/trice |
| 2009 | Cosmopolitan Ultimate Women      | Ultimate Newcomer                  | Vincitore/trice |
| 2009 | Q Awards                         | Breakthrough Artist                | Candidato/a     |
| 2009 | MP3 Music Awards                 | Best/ New/ Act                     | Vincitore/trice |
| 2009 | Virgin Media Music Awards        | Best Newcomer                      | Vincitore/trice |
| 2009 | UK Festival Awards               | Festival Fitty of the year - Girls | Candidato/a     |
| 2010 | Brit Awards                      | Breakthrough Artist                | Candidato/a     |
| 2010 | Brit Awards                      | Female Solo Artist                 | Candidato/a     |
| 2010 | Brit Awards                      | British Single ("Mama Do Uh Oh")   | Candidato/a     |
| 2010 | Meteor Ireland Music Awards      | Best International Female          | Candidato/a     |
| 2010 | BT Digital Music Awards          | Best Female Artist                 | Candidato/a     |
| 2010 | Glamour Women of the Year Awards | Sheer Infusion Newcomer            | Candidato/a     |
| 2010 | NME Awards                       | Hottest Woman                      | Candidato/a     |
| 2011 | Virgin Media Music Awards        | Hottest Female                     | Vincitore/trice |